# Pemra Özgen
Pemra Özgen (født 8. maj 1986 i Istanbul, Tyrkiet) er en professionel tennisspiller fra Tyrkiet. 
Pemra Özgen højeste rangering på WTA single rangliste var som nummer 289, hvilket hun opnåede 7. november 2011. I double er den bedste placering nummer 260, hvilket blev opnået 22. november 2010. 